# El Salvador nos Jogos Pan-Americanos de 2007
El Salvador competiu nos Jogos Pan-Americanos de 2007 no Rio de Janeiro, no Brasil.

## Medalhas

### Ouro
- Cristina López: Atletismo - 20 km de marcha atlética feminino

### Prata
- Marvin López: Levantamento de peso - até 56 kg masculino
- Ingrid Medrano: Luta livre - até 48 kg feminino
- Luiza Maida: Tiro esportivo - Pistola de ar 10 m feminino

### Bronze
- Aron Pérez: Caratê - até 65 kg masculino
- Williams Serrano: Caratê - até 75 kg masculino
- Franklin Cisneros: Judô - até 81 kg masculino
- Eva Dimas: Levantamento de peso - até 75 kg feminino
- Camila Vargas: Remo - Skiff simples feminino
- Luiza Maida: Tiro esportivo - Pistola 25 m feminino

## Desempenho

### Atletismo
20 km de marcha atlética masculino
- Walter Sandoval → desclassificado

20 km de marcha atlética feminino
- Cristina López - Final: 1h38s59 →  Ouro
- Veronica Colindres → desclassificada

50 km de marcha atlética masculino
- Salvador Mira - Final: 3h59s51 → 4º lugar
- Ricardo Reyes → não completou a prova